# 玉田泰太郎
玉田 泰太郎（たまだ やすたろう、1927年1月10日 - 2002年）は、日本の著作家、小学校理科教師。

## 人物・来歴
愛媛県出身。東京理科大学数学科卒。渋谷区立長谷戸小学校など公立小学校の教員。科学教育研究協議会会員。

## 著書
- 『物質概念の基礎をどう教えるか』（明治図書出版、現代の授業 理科） 1966
- 『たのしくわかる理科 6年の授業』（あゆみ出版、理科教育実践シリーズ） 1978.10
- 『理科授業の創造 物質概念の基礎を教える』（新生出版） 1978.7 
  - 『新・理科授業の創造 物質概念の基礎を教える』（新生出版） 1997.5
- 『たのしくわかる理科 5年の授業』（あゆみ出版） 1978.8 
  - 『新たのしくわかる理科 5年の授業』（あゆみ出版） 1992.9
- 『理科どう教えるか 8 温度と物』（新生出版） 1980.7
- 『気体はものである 物質認識を深める授業』（日本書籍、のびのび教室・理科） 1985.7
- 『5・6年生の勉強室 8  あんなモノ、こんなモノ、どんな物? 理科2』（汐文社） 1989.2
- 『理科の到達目標と教材構成』（あずみの書房、双書・理科授業の創造と理論化） 1990.8

## 共編著
- 『ぼくらは科学者 4～6年生』（遠藤豊著、編著、小峰書店） 1964
- 『理科わたしならこうする 6年』（編、国土社） 1975
- 『たのしくわかる理科 1・2年の授業』（編著、あゆみ出版） 1979.1
- 『お母さんの理科教室』（田中実共著、毎日新聞学芸部編、刊々堂出版社） 1979.11
- 『化学指導法事典』（三井澄雄共編、むぎ書房） 1982.8
- 『理科の授業を創る』（編、日本標準、日本標準教育賞教育実践叢書） 1983.9
- 『理科これだけはおさえたい 高学年 2 物の世界をさぐる授業』（編、国土社） 1987.4
- 『自然のランドセル』（共編、らくだ出版） 1988.3
- 『自然をさぐる・ものをつくる1・2年の授業 たのしくわかる』（編、あゆみ出版） 1993.1

### 「かがく みてみよう やってみよう」
- 『みんなあつまれ こいのぼりをつくろう』（やべみつのり絵、童心社） 1986.4
- 『じしゃくはめいたんてい』（ふくだいわお絵、童心社） 1989.5
- 『つくってみよう かみがくるくる』（やべみつのり絵、童心社） 1989.9
- 『きんぞくたんけん ピカピカでピカッ』（ふくだいわお絵、童心社） 1990.2
- 『しらべてみよう わたしのからだ』（江川多喜雄共著、西川おさむ絵、 童心社） 1990.3

## 記念論文集
- 『想う 玉田泰太郎先生』（『想う 玉田泰太郎先生』編集委員会、企画・編集） 2003.3